# Finntjärnen (Kroppa socken, Värmland)
Finntjärnen är en sjö i Filipstads kommun i Värmland och ingår i Göta älvs huvudavrinningsområde.